# Bulo
Un bulo (término empleado en España) o hoax (anglicismo extendido por Hispanoamérica) es una falsedad articulada de manera deliberada para que sea percibida como verdad, con un fin específico. El anglicismo se popularizó en español al referirse a engaños masivos por medios electrónicos, especialmente Internet. También comparte significado con otro popular anglicismo: fake news .
El bulo u hoax tiene como objetivo el ser divulgado de manera masiva, para ello haciendo uso de la prensa oral o escrita así como de otros medios de comunicación, siendo Internet el más popular de ellos en la actualidad y encontrando su máxima expresión e impacto en foros, redes sociales y en cadenas de mensajes de aplicaciones como WhatsApp, Telegram, Messenger y similares, así como en correos electrónicos. No suelen tener fines lucrativos o al menos ese no es su fin primario, sin embargo, pueden llegar a resultar muy destructivos.

## Etimología
De la palabra «bulo» no se conoce su origen exacto, pero según la RAE puede provenir del caló bul, 'porquería'.
Por su parte, hoax (pronunciado /hoʊks/), según el filólogo inglés Robert Nares (1753–1829), fue creada a fines del siglo XVIII como una contracción del verbo hocus, que significa «engañar» o, de acuerdo con el diccionario Merriam-Webster, «entorpecer, a menudo, con licor». Hocus es una contracción del hechizo mágico hocus pocus, cuyo origen es discutido.

## Historia
Se podría decir que los bulos han sido una constante en la historia de la humanidad, ligados a la propia psicología humana, ya desde las primeras y más antiguas civilizaciones hay constancia de la existencia de éstos, ya sea por un interés económico, político o de cualquier otra índole. En esta sección se ofrecen algunos ejemplos sonados de la historia: 

### Durante la Antigüedad

#### Nerón y el Gran incendio de Roma
A pesar de la extendida imagen que se tiene en la cultura popular de Nerón tocando la lira mientras observa cómo arde Roma, muchas fuentes atestiguan que no se encontraba ese día en Roma: las fuentes lo sitúan en Antium; e incluso la arqueología ha demostrado que el incendio fue fortuito.

Se produjo el efecto del teléfono escacharrado: hubo un rumor de que Nerón había sido visto en un jardín de la ciudad, después alguien oyó que observaba el fuego desde una torre y años después el emperador tocaba la lira desde el palacio imperial mientras la ciudad ardía, pero la realidad no tiene nada que ver con esta versión
Néstor F. Marqués, arqueólogo.

#### Trato a los cristianos
Existen numerosos rumores e incluso testimonios de asesinatos de cristianos devorados por los leones. Según el arqueólogo Néstor J. Marqués, esta condena existió, pero solo para determinados delitos, no por cuestiones religiosas, asimismo, cree que hay “mucho mito” en las persecuciones de cristianos. «En tres siglos fueron condenados unos pocos cientos, concentrados en un periodo de 13 años. E incluso en los edictos romanos contra los cristianos, se decía claramente que no hubiera derramamiento de sangre si no era necesario».
Con el paso de los siglos, lejos de esclarecerse estos sucesos, se han ido asentando y consolidando aún más, bien por industrias como Hollywood y sus célebres superproducciones que han contribuido a prolongar la desinformación en estos ámbitos, o bien por instituciones como la eclesial, que se beneficiaba de un relato de victimismo, como así atestigua el siguiente autor:

“A lo largo de mi carrera como historiador me he encontrado muchas veces con acontecimientos de la historia romana que son aceptados sin ser investigados a fondo. Dado que este acontecimiento forma parte de la historia canónica cristiana, la Iglesia tampoco tenía mucho interés en analizarlo desde un punto de vista crítico”
Brent D. Shaw, catedrático de estudios clásicos de la Universidad de Princeton.

## En las redes sociales
Se trata de correos electrónicos, así como mensajes (en forma de texto, de imágenes o de vídeos) en distintas redes sociales con contenido falso o engañoso y atrayente. Normalmente es distribuido en cadena por sus sucesivos receptores debido a su contenido impactante que parece provenir de una fuente seria y fiable, o porque el mismo mensaje pide ser reenviado, esgrimiendo una "recompensa" automática al lector si sigue esta instrucción (por ejemplo: queda libre de que su móvil se infecte) y produciéndole un efecto placebo automático (por ejemplo: sentir que ayuda a sus contactos, al otorgarles una información de supuesta relevancia y que hasta ese momento desconocían) .
Las personas que crean hoaxes suelen tener como objetivo captar indirectamente direcciones de correo electrónico (para mandar correo masivo, virus, mensajes con suplantación de identidad, o más hoaxes a gran escala), o también engañar al destinatario para que revele su contraseña o acepte un archivo de malware, así como confundir o manipular a la opinión pública de la sociedad.
Básicamente, pueden ser alarmas sobre virus incurables; mensajes falsificados sobre desastres naturales o alertas sanitarias de gran interés público, falacias sobre personas, instituciones o empresas, mensajes de temática religiosa; cadenas de solidaridad; cadenas de la suerte; métodos para hacerse millonario; regalos de grandes compañías; leyendas urbanas; y otras cadenas.

## Estudios realizados
Según una investigación del Instituto Tecnológico de Massachusetts, los hoaxes se comparten un 70% más que las noticias reales y, como lo hacen más, también se propagan a mayor velocidad, tanto, que una noticia verdadera tarda seis veces más que una que no lo es en lograr el mismo alcance.
La Asociación de Internautas, grupo independiente de internautas en pro de los derechos de los usuarios de Internet, ha realizado un estudio independiente a 3129 internautas, demostrando que cerca de un 70 % no sabe distinguir entre información veraz y hoaxes.
Un estudio de Meta Platforms concluyó que el 'fenómeno bulo' está asociado a usuarios de tendencia conservadora. Así un 97% de ellos son difundidos por personas de Derecha.

## Pautas para reconocer un bulo en Internet
Algunas de las pautas para discernir sobre la veracidad o falsedad de una información dada son:
1. La mayoría de los hoaxes son anónimos, no citan fuentes (ya que carecen de las mismas) y no están firmados para evitar repercusiones legales.
2. Los hoaxes carecen de fecha de publicación y están redactados de la manera más atemporal posible para que pervivan el máximo tiempo circulando en la red.
3. Los hoaxes contienen un gancho para captar la atención del internauta. Su éxito residirá en cuán morboso, monetario, generador de miedo sea su gancho y sobre todo en la manera que encaja con la coyuntura del entorno.
  - Ejemplo WhatsApp: WhatsApp va a ser de pago de manera inminente... reenvía este mensaje a X personas antes del día X  — (Gancho de miedo basado en valor monetario).
  - Ejemplo Hotmail: Hotmail cerrará sus cuentas. Pérdida de contactos y multa de una gran cantidad de dinero — (Gancho de miedo basado en valor monetario).
  - Ejemplo Google: Ya estamos avisados por Google... lo pasaron en la tele... por si las dudas... El uso de Google y Gmail costará dinero — (Gancho de miedo basado en valor monetario).
  - Ejemplo Actimel: Actimel es malo para la salud. Produce L. Casei y dejas de fabricar defensas — (Gancho de miedo basado en la salud).
  - Ejemplo Redbull: Redbull contiene veneno en su composición química — (Gancho de miedo basado en el daño a la salud).
  - Ejemplo Teléfono móvil: Recibes una llamada telefónica y en lugar de aparecer el número de teléfono de quien te llama aparece la palabra "¡¡INVIABLE!!" o DESCONOCIDO. Si aceptas o rechazas la llamada el extorsionador accede a la SIM de tu teléfono, la duplica y la usa para llamar desde la cárcel — (Gancho de miedo basado en ser víctima de una estafa).
4. Los hoaxes, por lo general, están escritos en el lenguaje estándar internacional (cualquiera sea el caso del idioma utilizado), para facilitar su difusión global.
5. Los hoaxes normalmente contienen una petición de reenvío:[24] se solicita el reenvío para alertar a otras personas, para evitar mala suerte, para evitar la muerte, para concienciar a otros o con cualquier otro motivo. El objetivo de esta petición de reenvío reside en captar direcciones de correo, crear bases de datos, realizar posteriores campañas de correo basura o simplemente difundir la información falsa el máximo posible.